# 特鲁瓦圣尼赛休堂

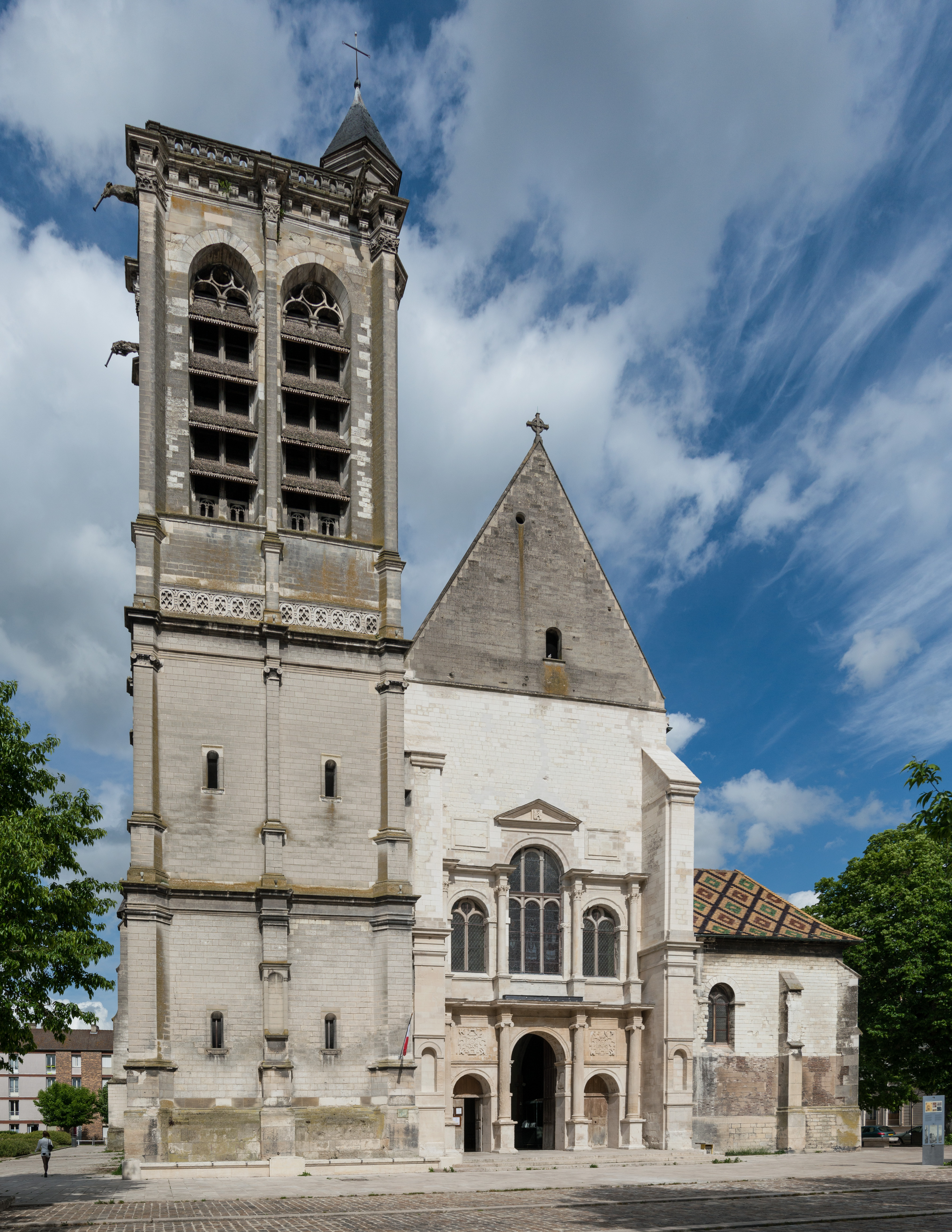

圣尼赛休堂（法语：Église Saint-Nizier）是一座罗马天主教教堂，位于法国大东部大区奥布省塞纳河两支流环抱的特鲁瓦，奉圣尼赛休为主保圣人。

### 西门

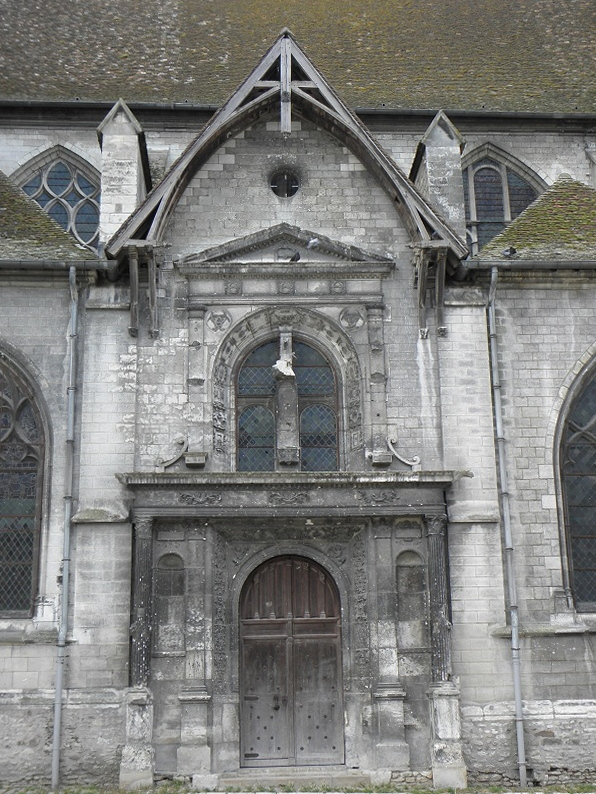
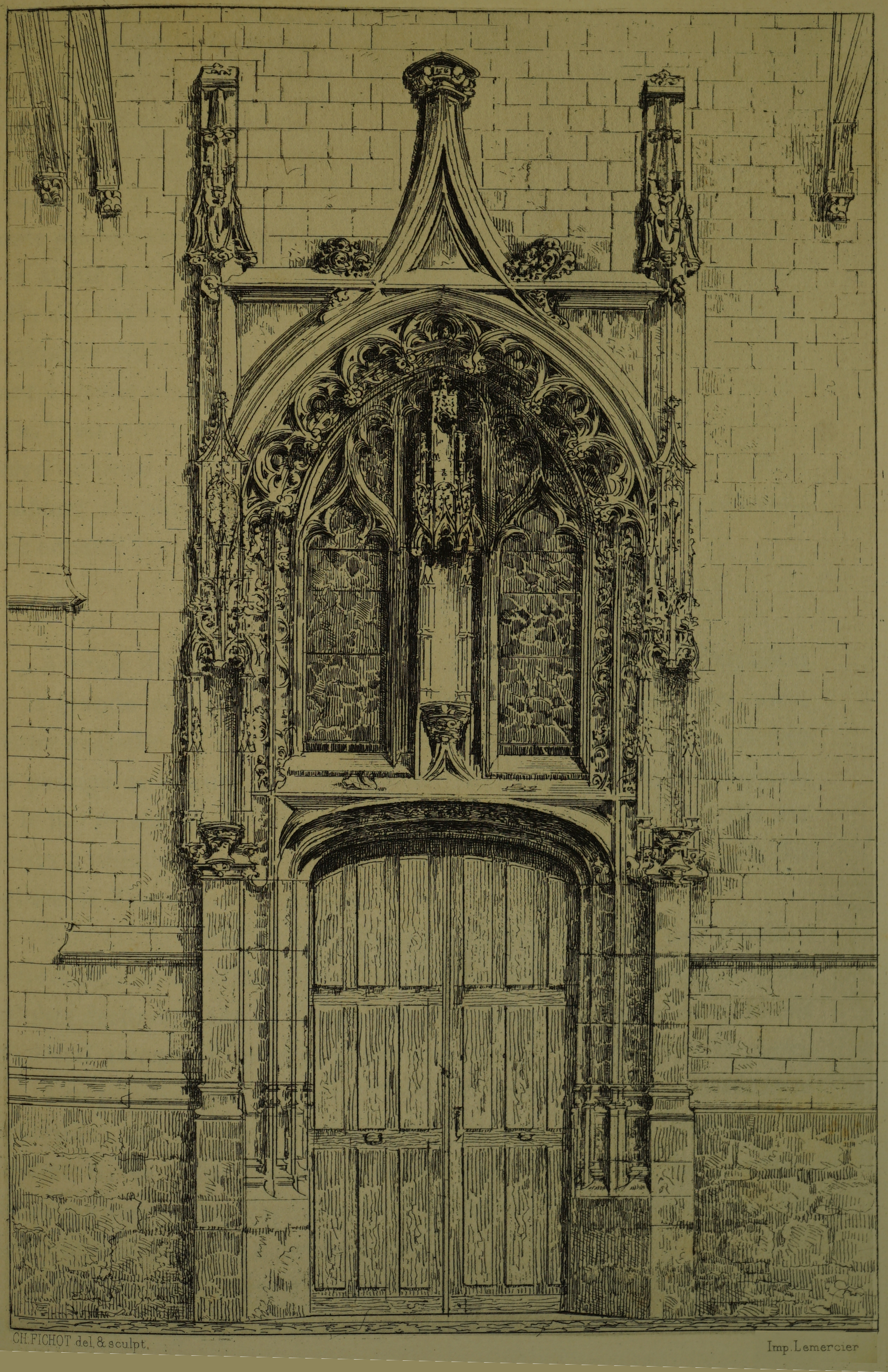

### 花窗玻璃

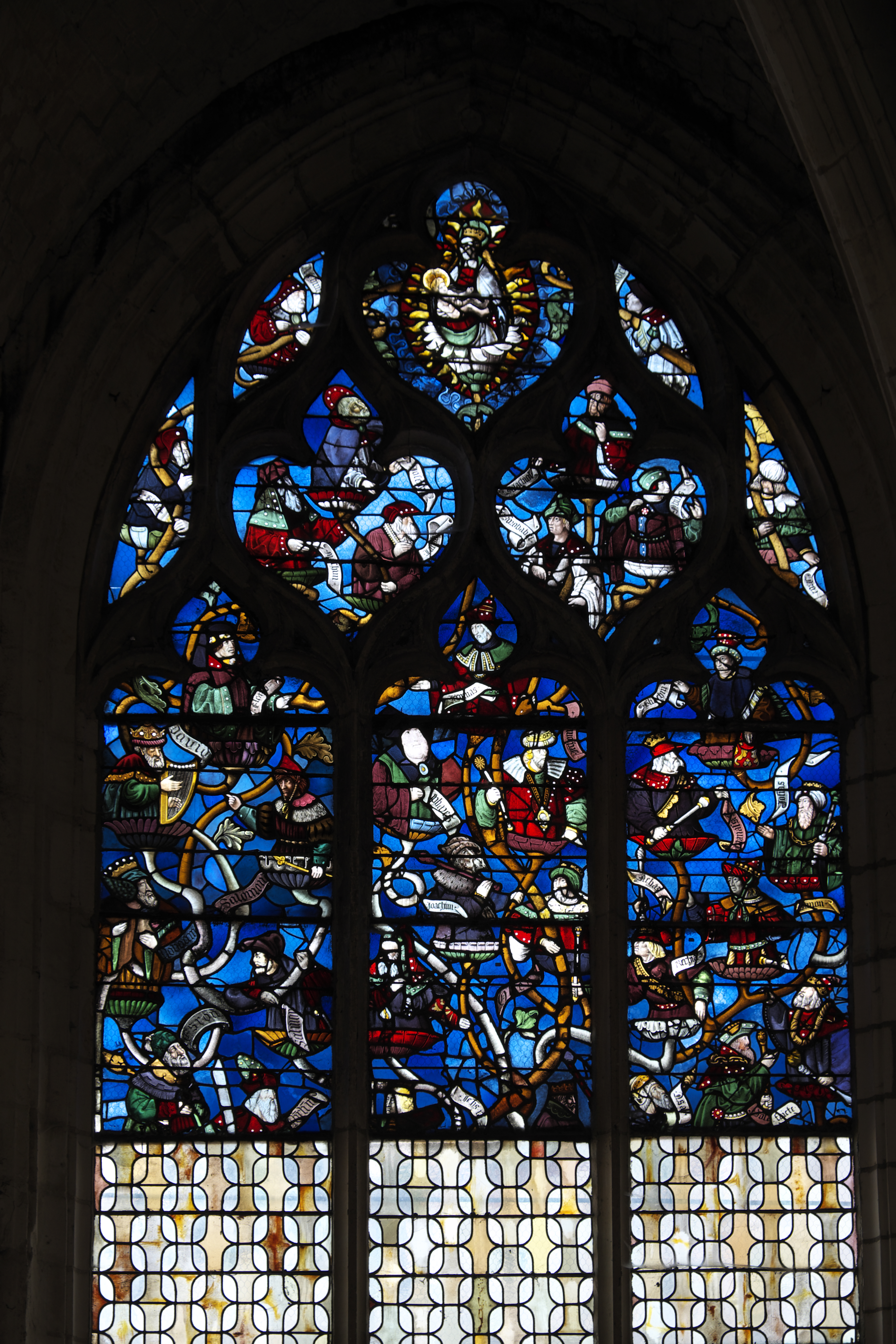
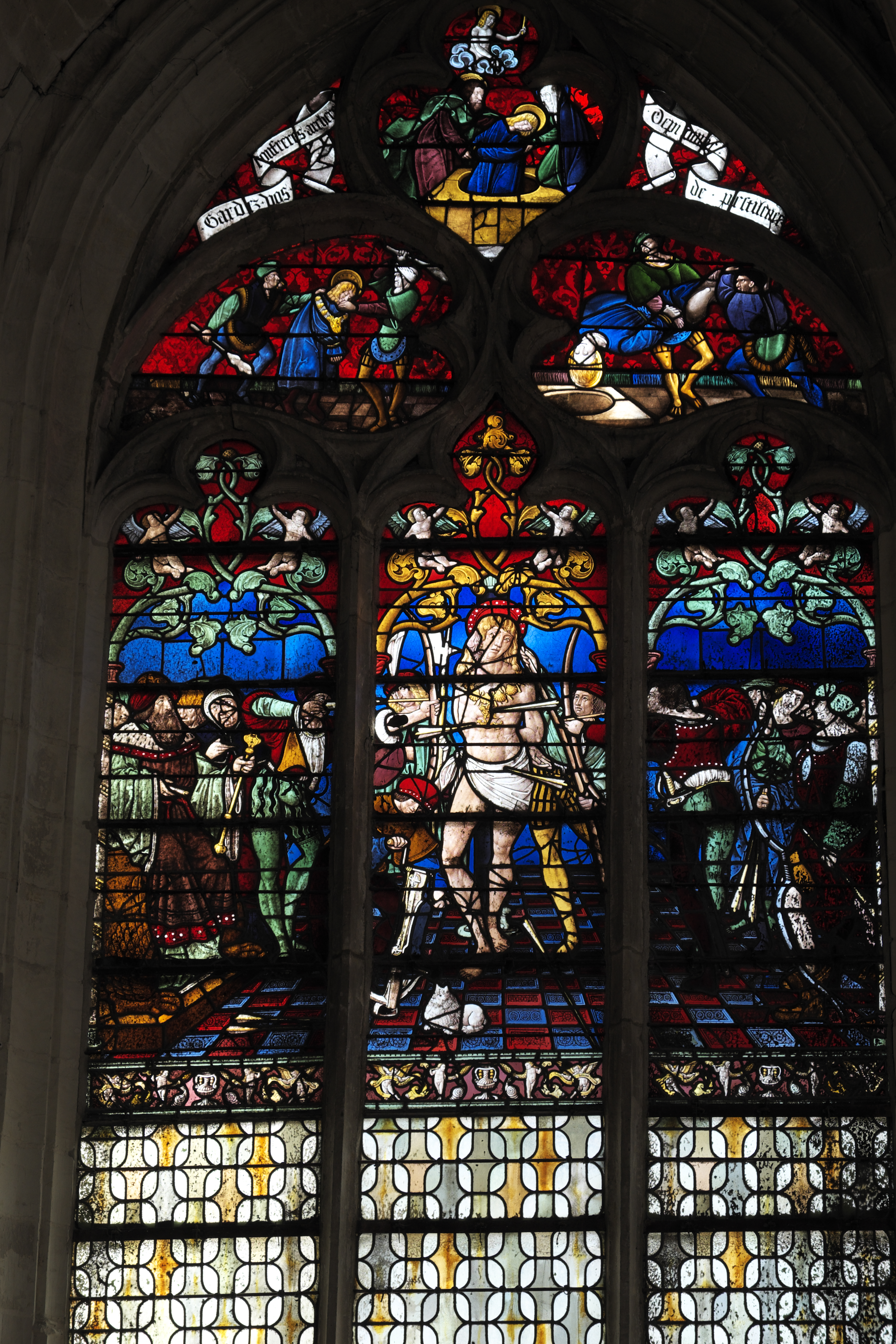
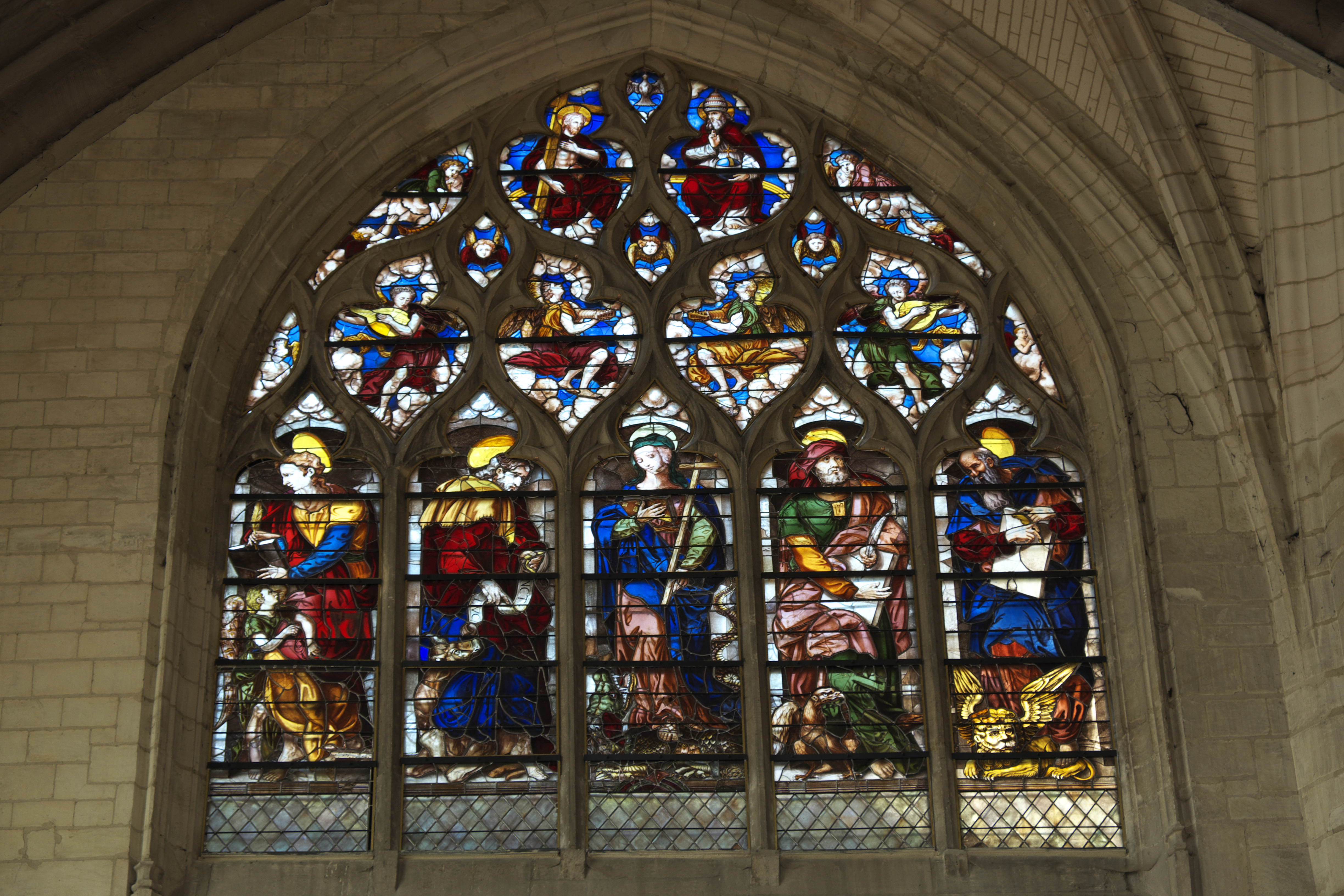
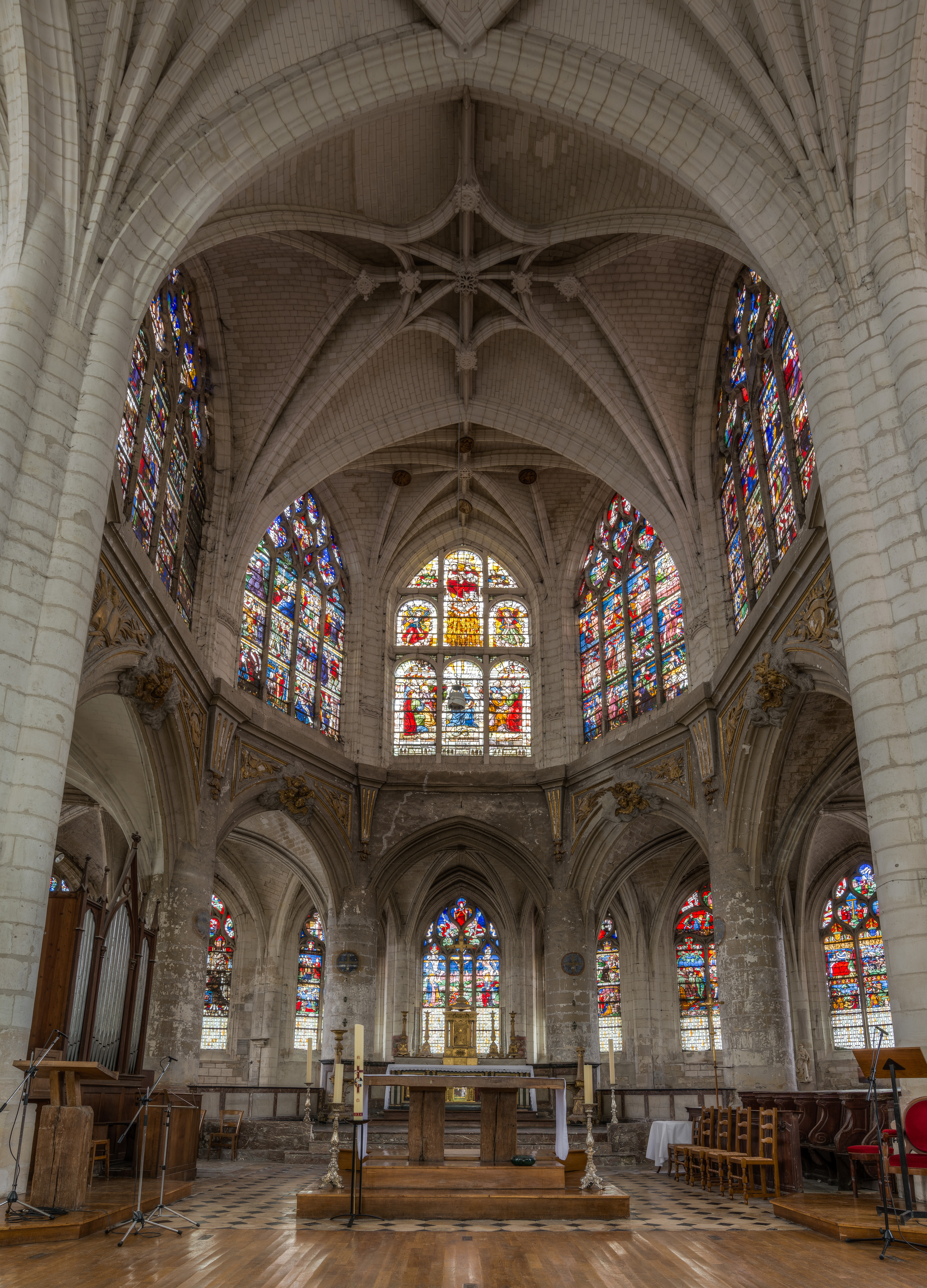

### 管风琴

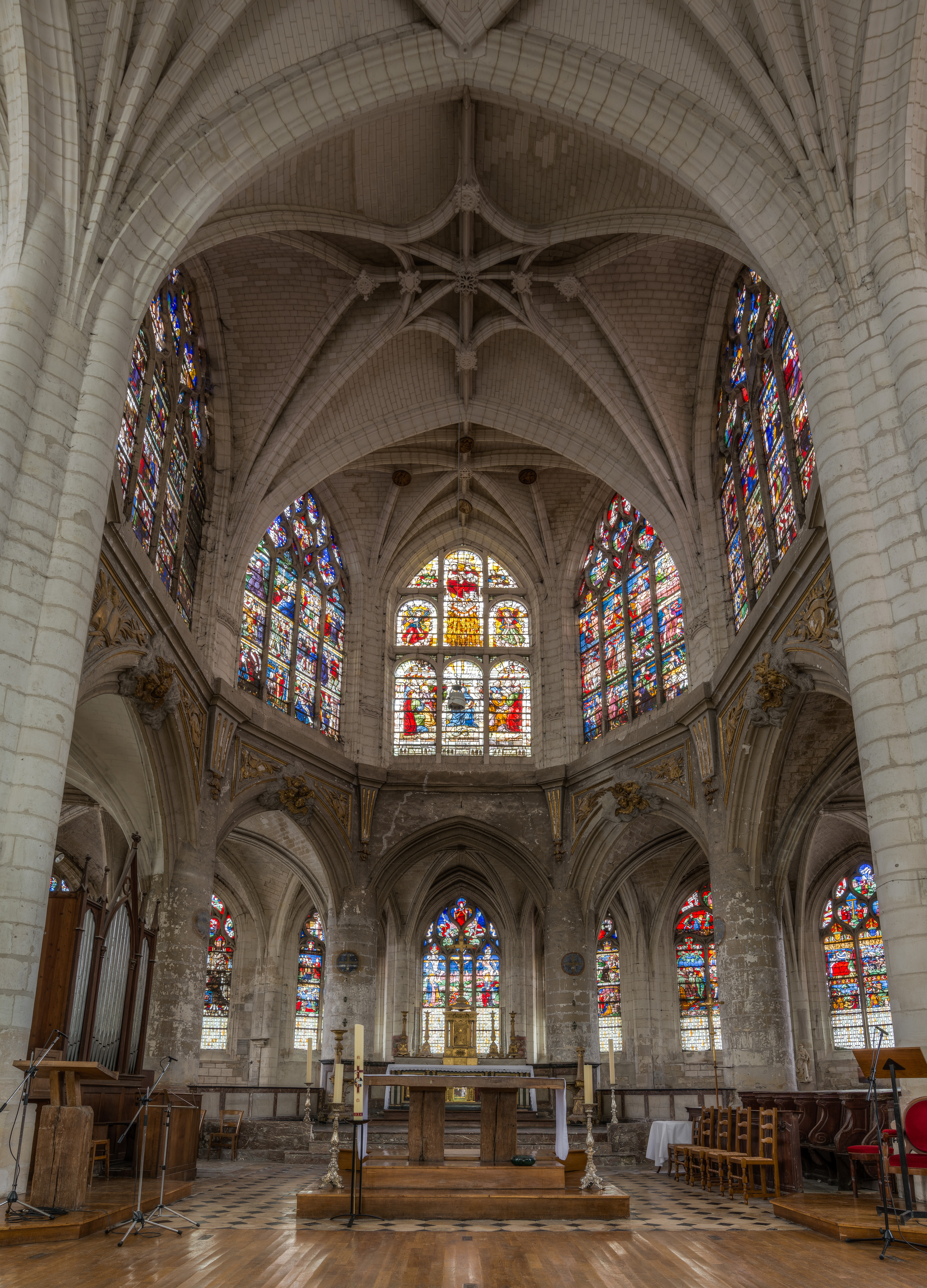

## 历史
这是该市最古老的宗教建筑之一，1840年列为第一批法国历史遗迹。

## 建筑
现在的建筑可以追溯到16世纪。后殿的花窗玻璃建于1505年，北门建于1531年，西门建于1580年。 

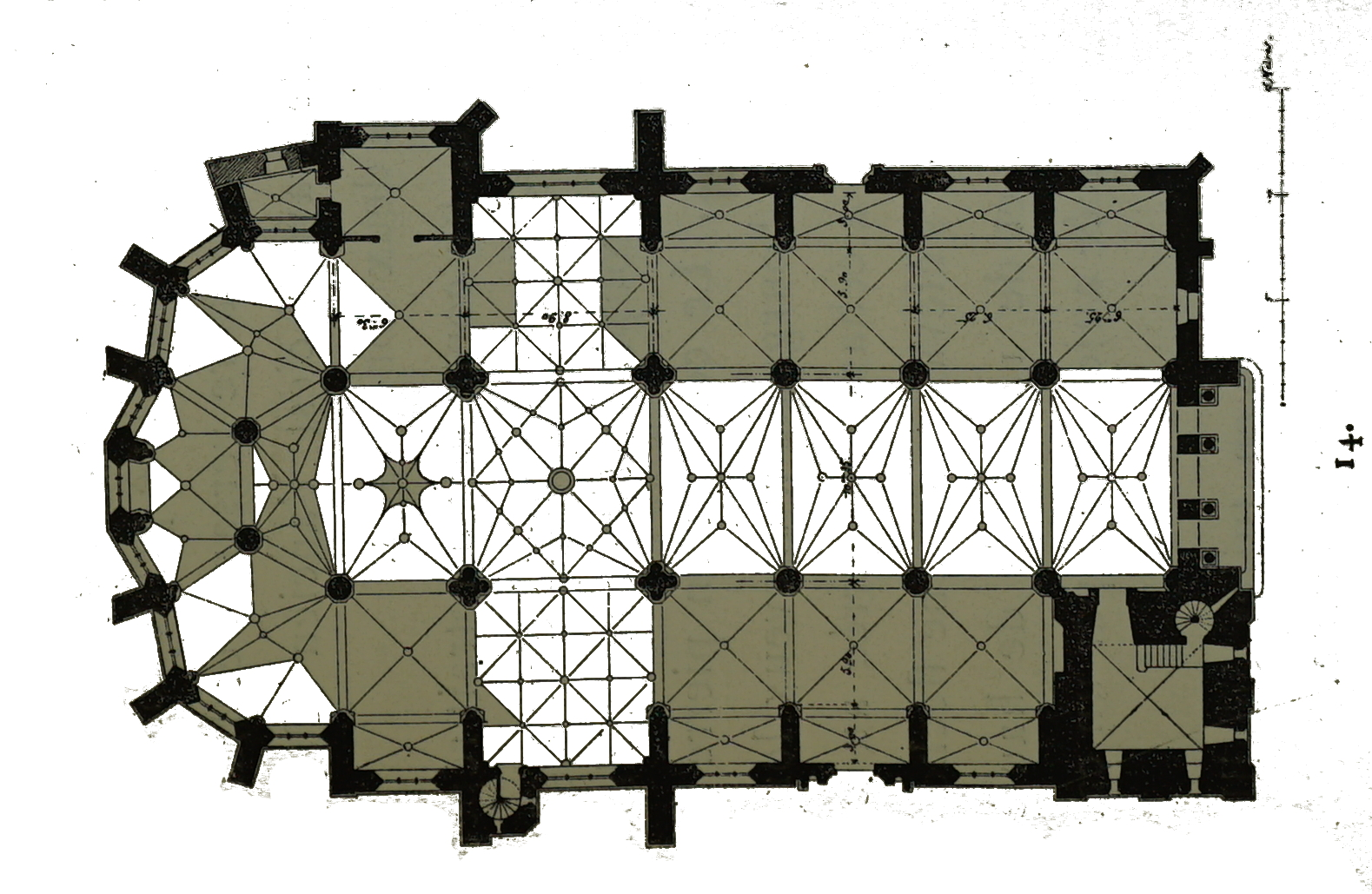
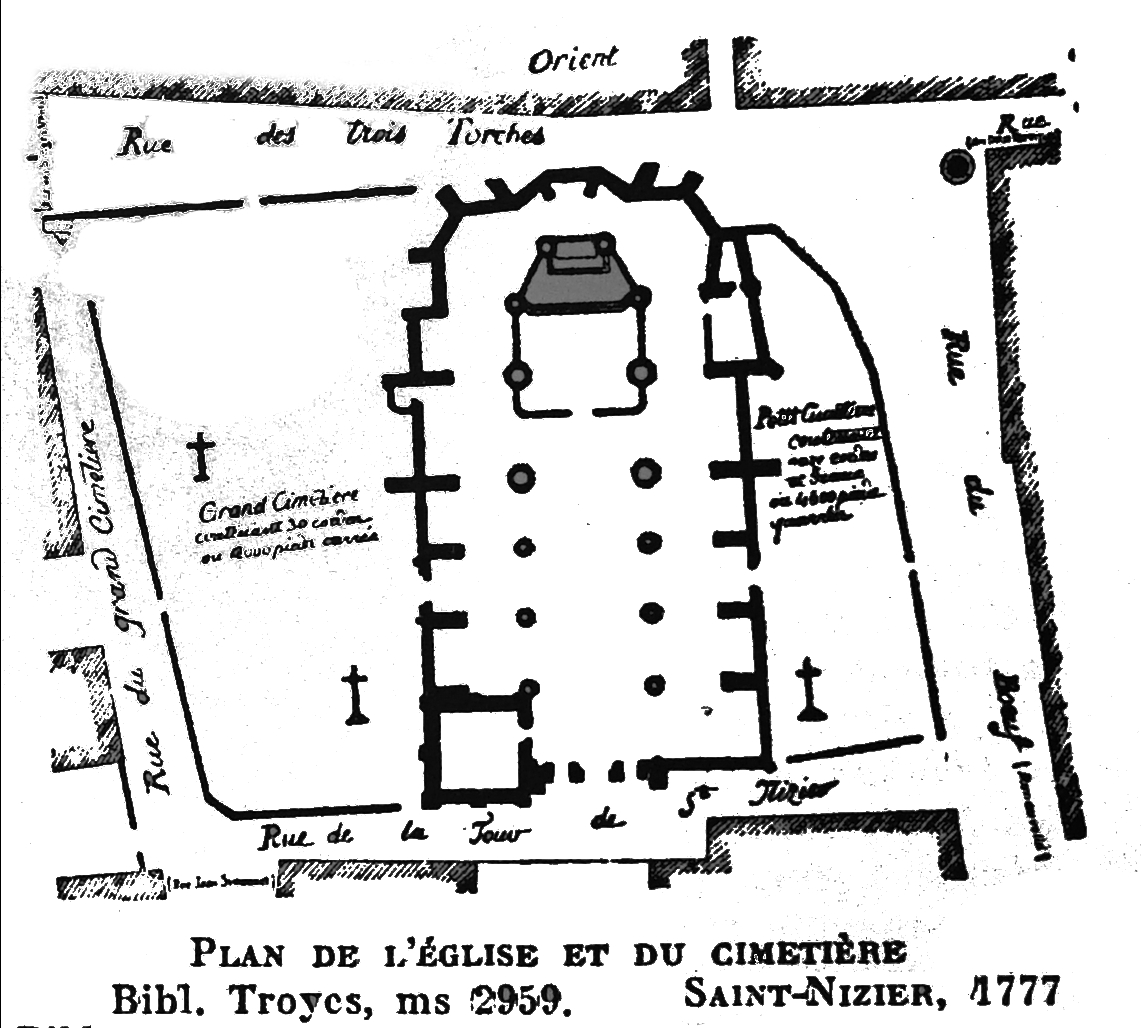

### 钟楼

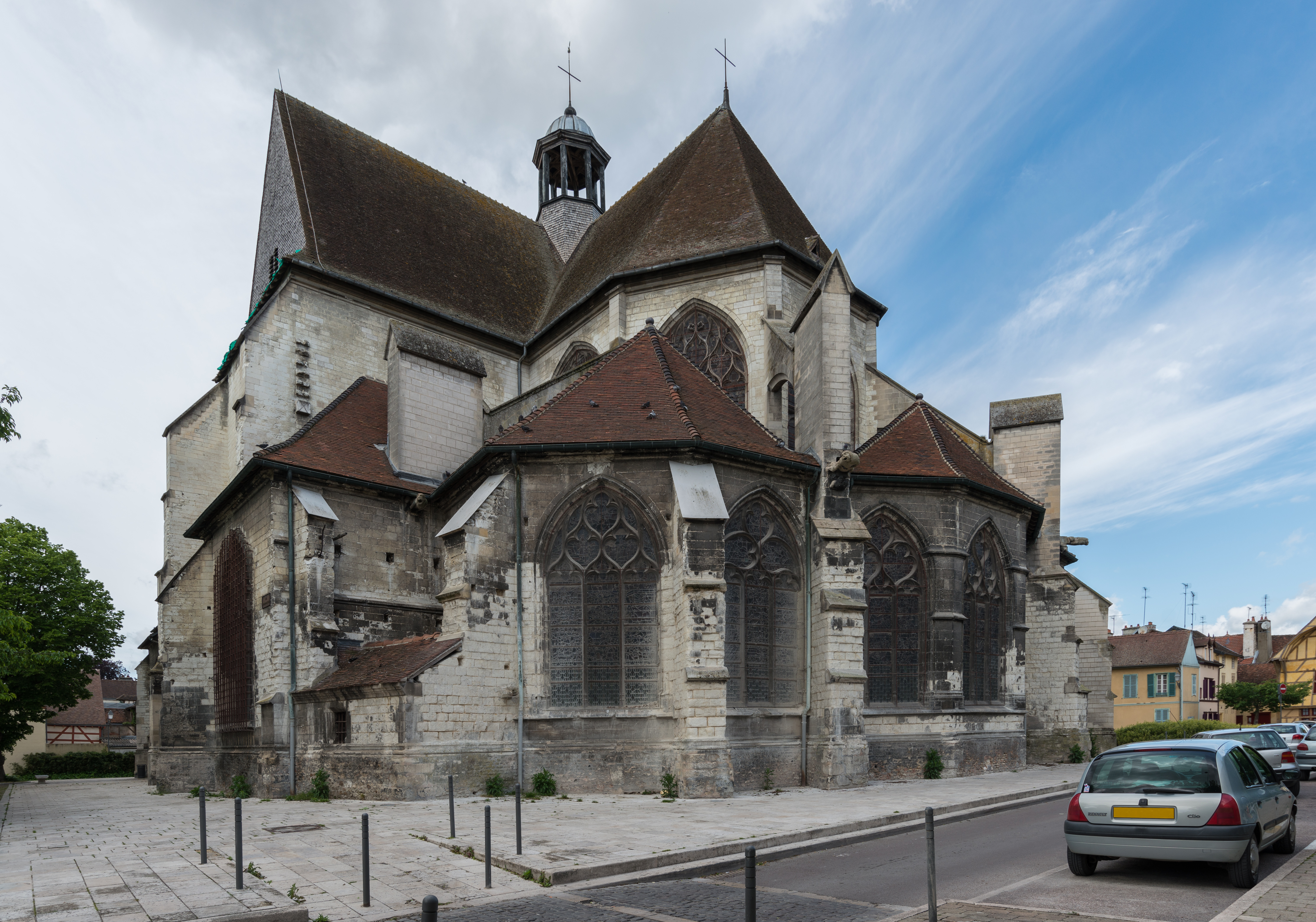
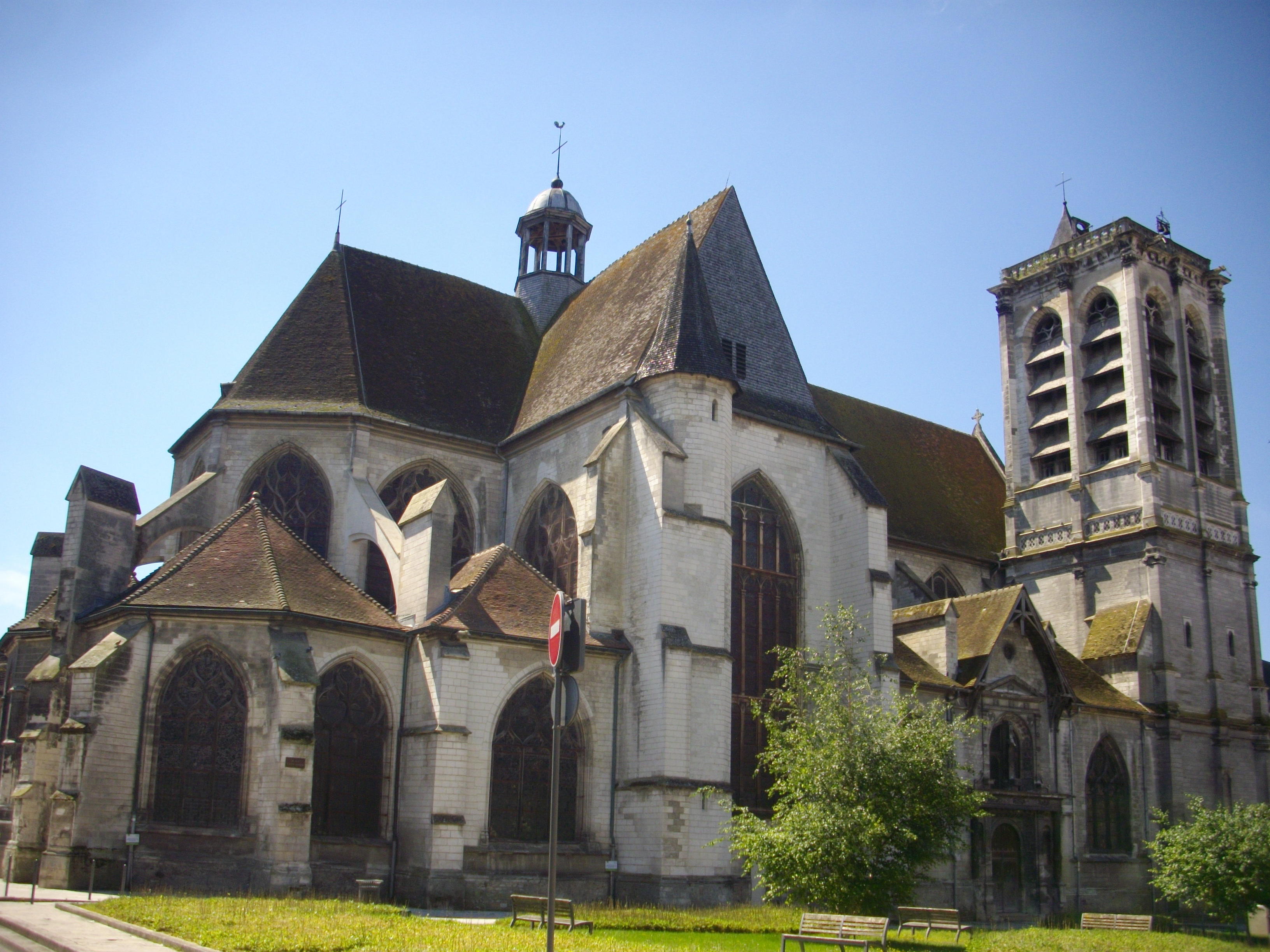
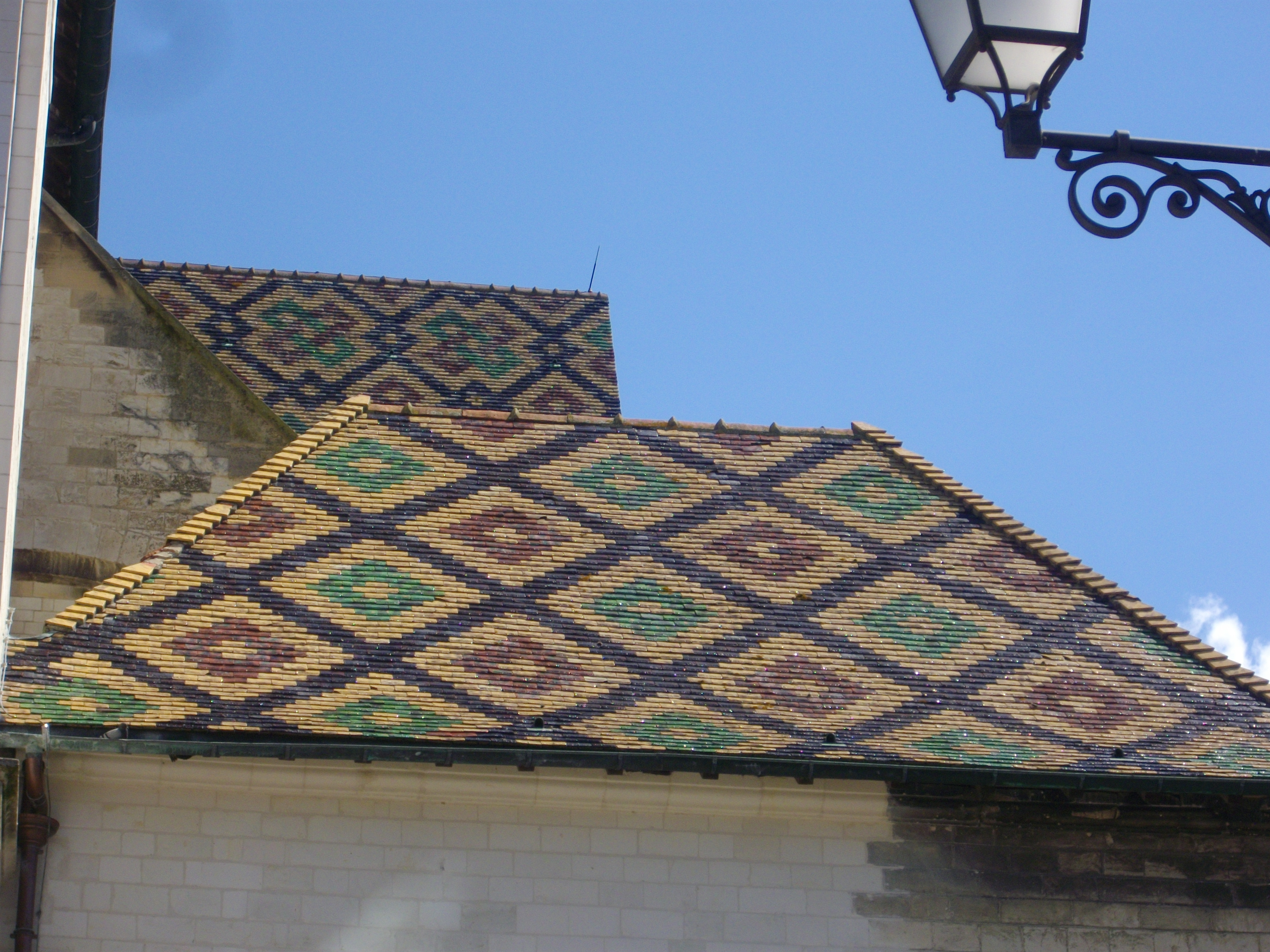

### 北门
文艺复兴风格，于1548年完成

### 雕像
一组16世纪的雕像：
- 圣史若望（Jean l'évangéliste）
- 圣若瑟（Joseph）与圣婴耶稣（Enfant Jésus）
- 仁慈基督（Christ de pitié）
- 哀悼基督（Pietà）
- 安葬耶稣
- 圣母玛利亚（Marie）
- 马尔谷（Marc）与狮子

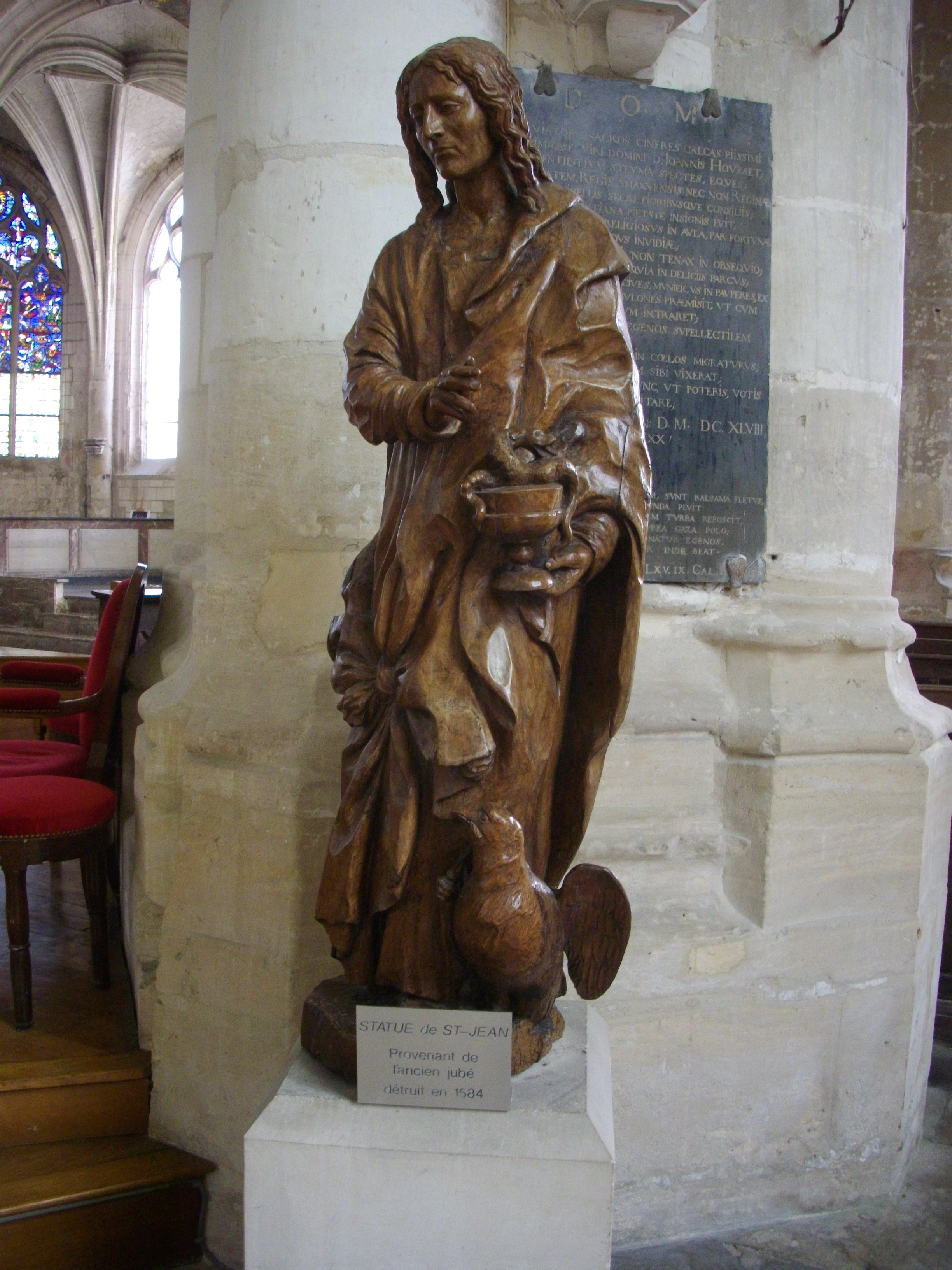
若望
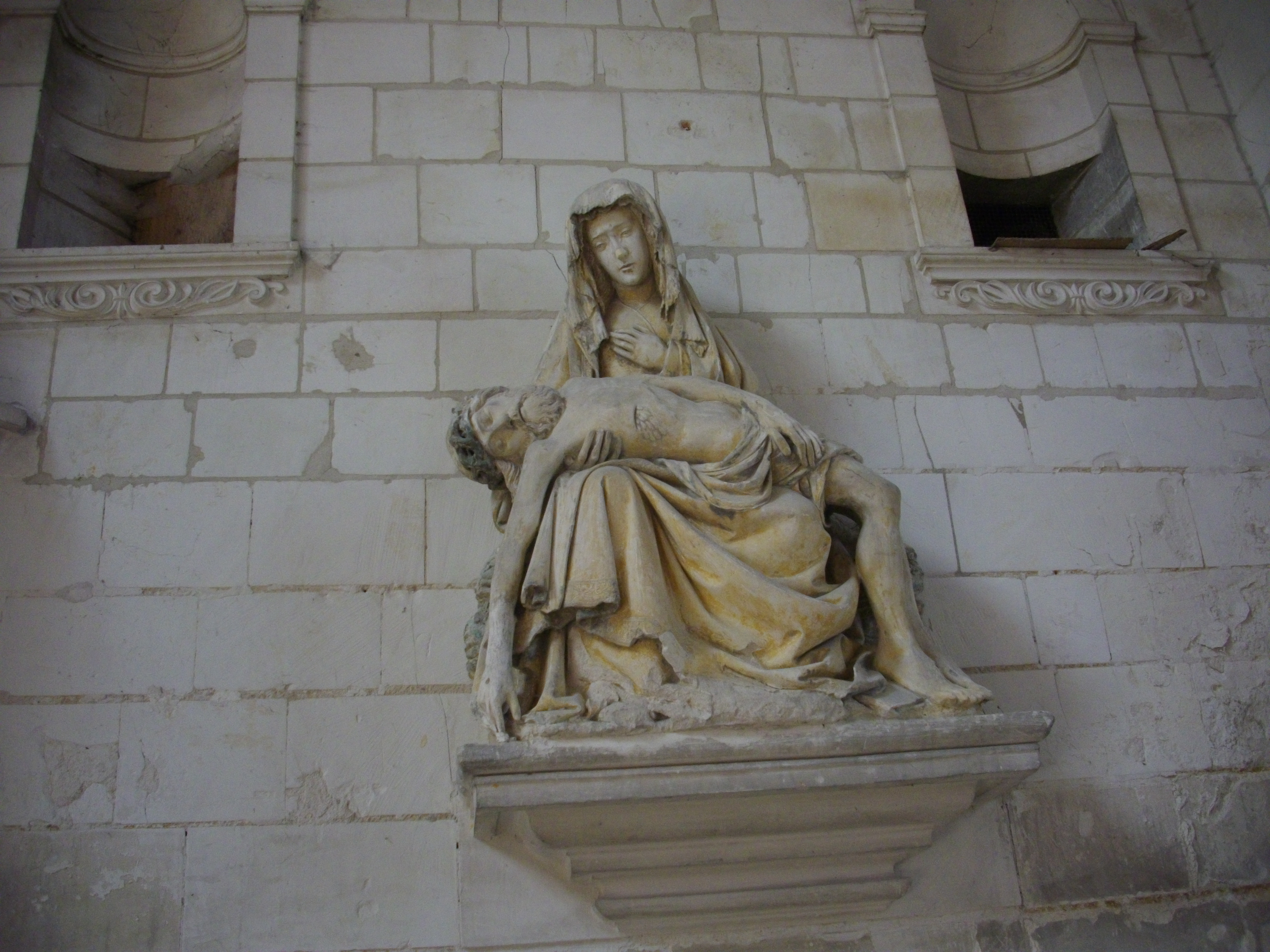
哀悼基督
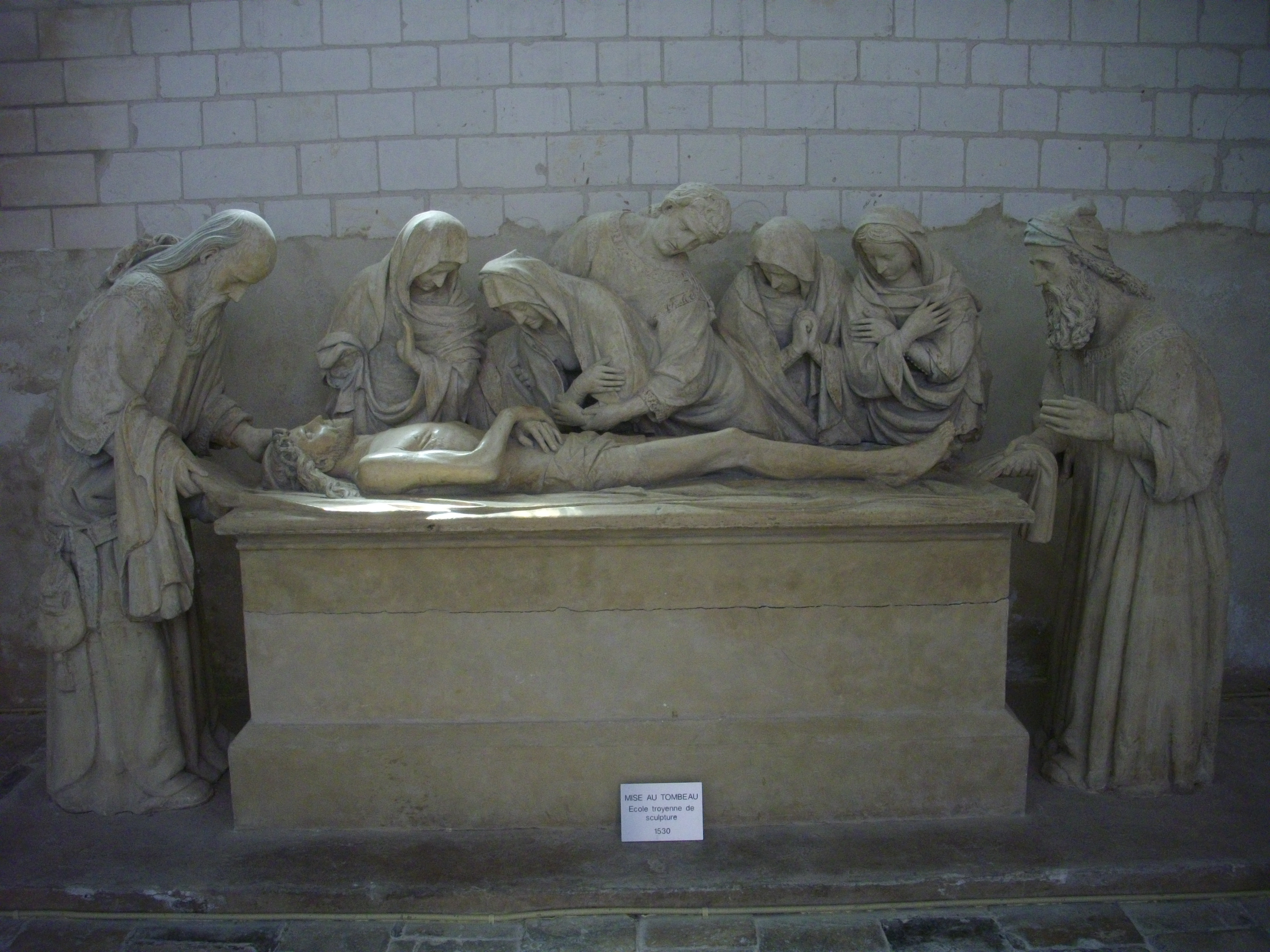
安葬耶稣
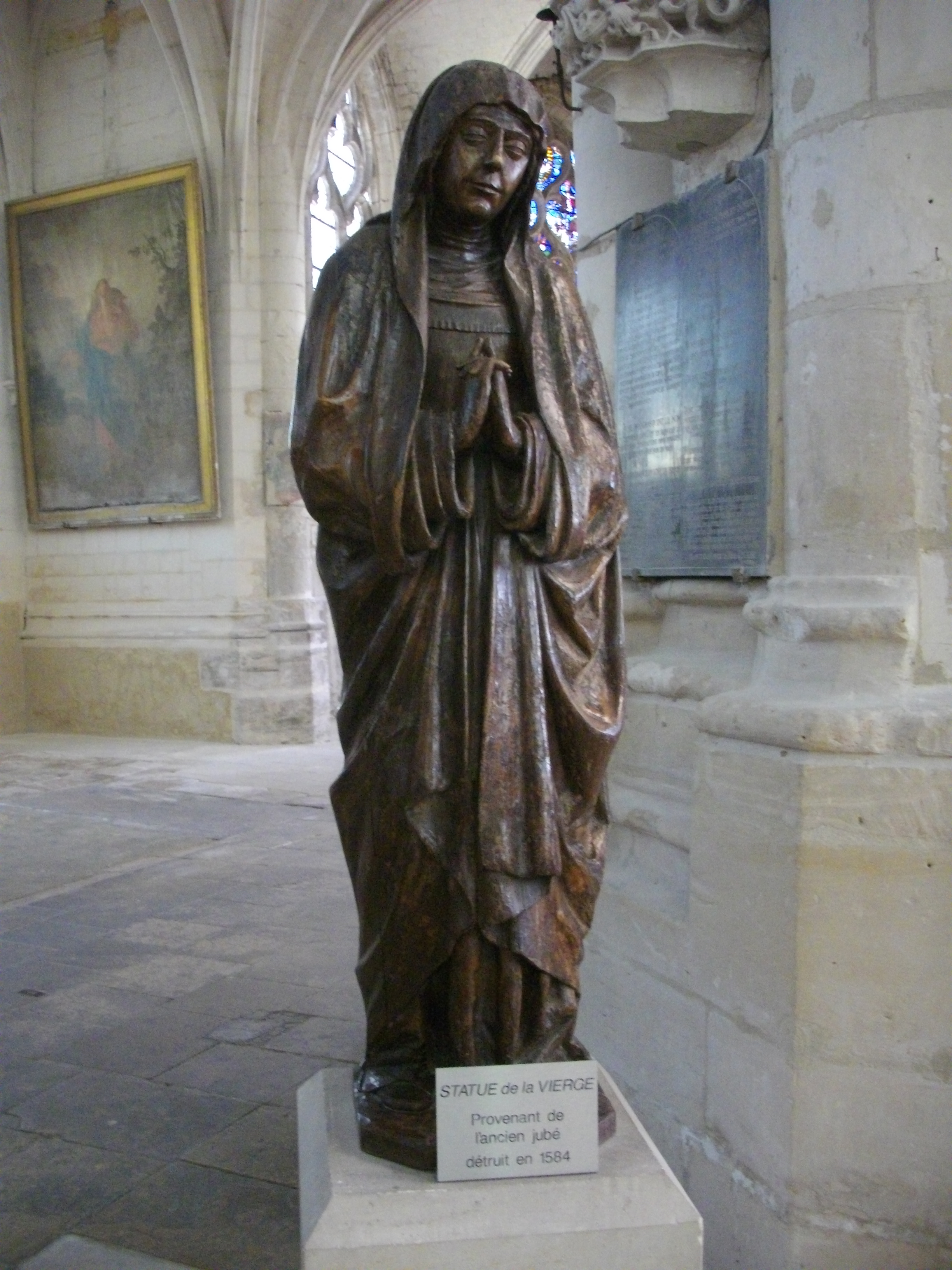
圣母玛利亚
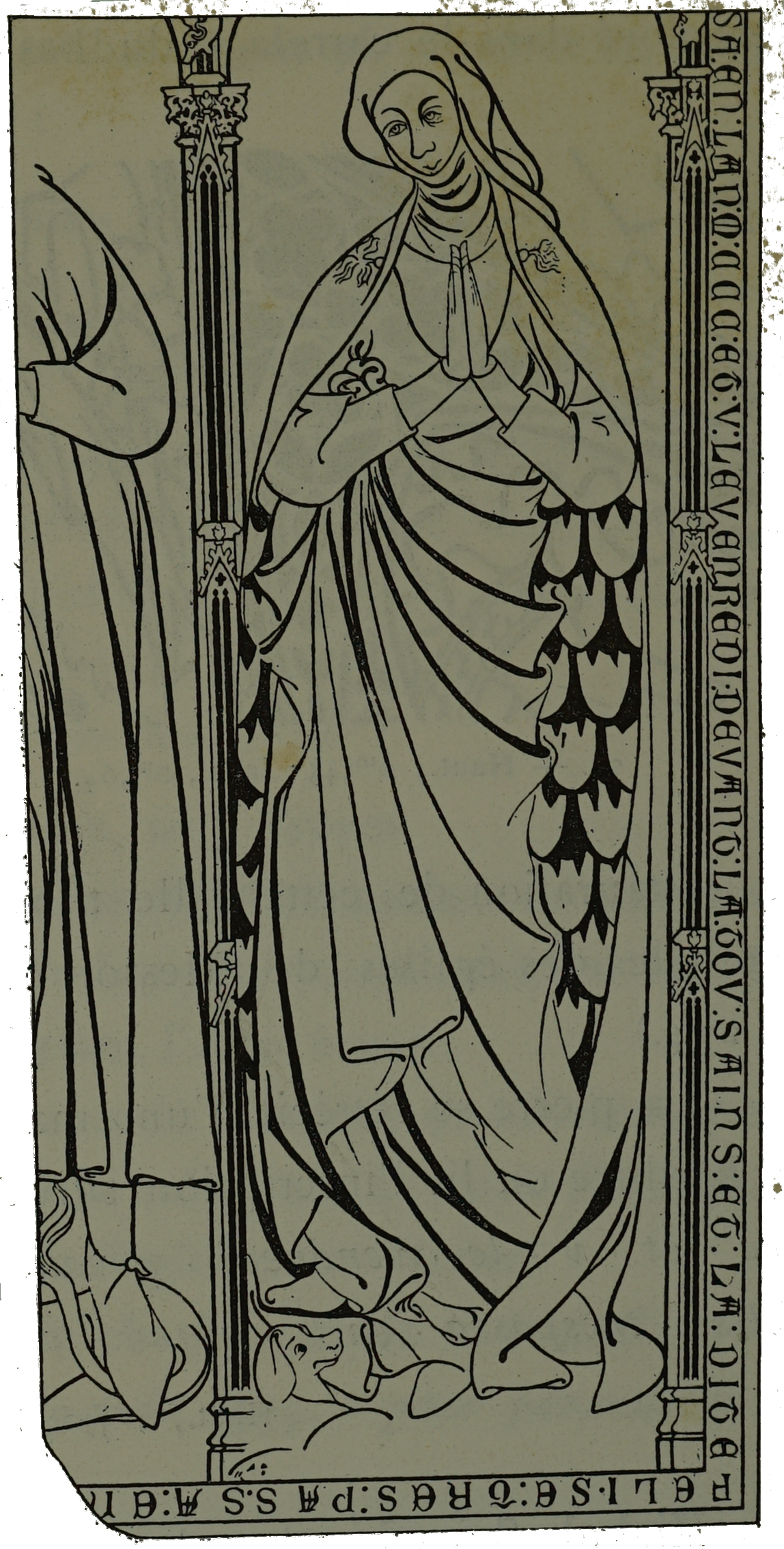